# Deroua
Deroua (en àrab الدروة, ad-Darwa; en amazic ⴷⵔⵡⴰ) és un municipi de la província de Berrechid, a la regió de Casablanca-Settat, al Marroc. Segons el cens de 2014 tenia una població total de 47.719 persones. Es troba al sud de Casablanca, just al nord-est de l'Aeroport Internacional Mohammed V.